# H6-os HÉV
A H6-os HÉV (252-es vasútvonal; 2011-ig ráckevei HÉV) Budapest egyik elővárosi vasútvonala, amelyet MÁV-HÉV Helyiérdekű Vasút Zrt. közlekedtet a Építési és Közlekedési Minisztérium megrendelésére a Közvágóhíd és Ráckeve, illetve betétjáratként Dunaharaszti külső vagy Tököl között. A MÁV-HÉV leghosszabb viszonylata.
A vonalat a ráckevei és a dunaharaszti kocsiszín szolgálja ki.

## Története
A Budapesti Közúti Vaspálya Társaság (röviden BKVT) első helyiérdekű vasútvonala a közvágóhíd épülete mellől indult, Erzsébetfalván (ma Pesterzsébet) áthaladva, Soroksárig épült ki. A vasútvonal egykori soroksári végállomása a MÁV Budapest–Kelebia-vasútvonalának soroksári vasútállomása közelében létesült, a fővonalig egy összekötővágány is épült. A 10 km hosszú, gőzvontatásra berendezett vasútvonalat 1887. augusztus 7-én nyitották meg.
A társaságnak még abban az évben engedélyezték a vonal meghosszabbítását Harasztiig (ma Dunaharaszti), a mintegy 5 km hosszú vonalszakaszt 1887. november 24-én adták át a forgalomnak. A vasútvonal felépítménye 18,0 kg/fm tömegű sínekből épült és 8,6 tonna tengelyterhelést engedélyeztek rajta.
A vasútvonal folytatását Harasztitól Ráckevéig külön társaság építette, amely később egyesült a BKVT-vel. A vonal utolsó, 27,4 km hosszú szakaszát 1892. november 6-án nyitották meg. Itt már 20,0 kg/fm tömegű sínekből épült a felépítmény, az engedélyezett tengelyterhelés azonban nem különbözött a régebben épült szakaszokétól.
1897-ig kiépült Soroksárig a növekvő forgalom miatt szükségessé vált második vágány. Az újonnan épült vonalszakaszok felépítményénél már 30,0 kg/fm tömegű síneket alkalmaztak.
A konkurens közlekedési társaságok fokozódó nyomásának hatására a BKVT 1905-ben megszerezte a jogot helyiérdekű vasutainak villamosítására. A társaság a Baross tértől a Közvágóhídig tartó villamosvonalát 1906-ban a mai Hentes utcában vezetve, egészen az egykori Sertésvágóhídig hosszabbította meg. A meghosszabbított viszonylat igénybe vette a ráckevei vonal egy részét, amely fölé így 500 V feszültségű, közúti vasúti felsővezeték épült ki. A társaság leányvállalata kísérleti jelleggel 1906. áprilisáig továbbépítette az 500 V feszültségű, egyenáramú felsővezetékrendszert egészen Erzsébetfalváig.
A kedvező tapasztalatok után a társaság a következő években létesített vonalszakaszait eleve villamosított üzemre építette meg, úgymint az 1907. június 7-én megnyitott erzsébetfalvai hurokvágányt, amelyet 1914-ben kibővítettek egészen a pesterzsébeti Előd utcáig. Az egyvágányú hurokvágányon kezdetektől fogva villamosjellegű forgalom zajlott, így a vonal viszonylag hamar a pesterzsébeti villamoshálózat része lett.
A BKVT a villamosítás költségeinek csökkentése érdekében – a németországi fejlesztések alapján – a továbbiakban 1000 V üzemi feszültségű rendszert alkalmazott. A magasabb feszültség biztonságosabb üzemeltetésére a felsővezetéket Fischer–Jellinek-féle rendszerben alakították ki, így a villamosvonalakhoz képest nagyobb pályasebesség is alkalmazható volt. A villamosítást megelőzően nagyarányú pályafelújítást végeztek, a régi felépítményt 30,0 kg/fm sínrendszerűre cserélték, több szintbeni kereszteződést felszámoltak.
Az akkoriban még Soroksár település külterületén fekvő helyiérdekű vasutat a belterületen átvezetve, a mai Hősök tere és Millenniumtelep megállóhelyek között, a zimonyi országút (a mai Grassalkovich út és Haraszti út) mentén lerövidítették. Az 1900-as évek végén történt nyomvonalváltoztatás során mintegy 1,5 km-rel rövidült a két végállomás közötti távolság. (Az egykori nyomvonalon ma a Zsellér dűlő nevű utca húzódik.)
A gyors ütemű villamosítási munkák révén a villamosüzemű forgalom 1910. augusztus 3-tól indult meg Dunaharaszti állomásig.
A vasút fővárosi szakaszaival ellentétben a villamosítás Dunaharasztitól lassabban haladt, a Dunaharaszti–Szigetszentmiklós vonalszakaszt 1938-ban, a Szigetszentmiklós–Szigetszentmiklós Gyártelep vonalszakaszt 1943-ban állították villamos üzeműre. Ebben az időszakban, 1942-ben épült ki a második vágány a Duna-ági hídtól Szigetszentmiklósig.
A második világháború alatt Szigethalom határában épült fel a Dunai Repülőgépgyár, amelyhez a MÁV Budapest–Kelebia-vasútvonalának Taksony állomásától 7,8 km hosszú összekötővágányt építettek a ráckevei vasútvonalig. Az elsősorban teherforgalmi célokra használt összekötővágányt 1944. január 21-én helyezték üzembe. A repülőgépgyárhoz rövidesen megindult a személyszállítás is, a Józsefvárosi pályaudvartól Taksonyon át közlekedő személyvonatokon a HÉV tarifák voltak érvényesek.
A második világháború végén a harci cselekmények a vonalon komoly károkat okoztak, felrobbantották többek között a dunaharaszti Duna-hidat. Ideiglenes helyreállítása után, 1945. december 8-án indulhatott meg újra a közvetlen forgalom Ráckevére. Végleges helyreállítására, új vasbeton híddal 1949-ben került sor. 1946. május 27-ére elkészült a Szigetszentmiklós Gyártelep-Tököl szakasz villamosítása.
A Közvágóhíd végállomás 1973-ban költözött át az 1995-ben bezárt és 2000-ben lebontott Vágóhíd kocsiszín elől (amelynek helyén 2012 óta nyaranta a Budapest Park szórakozóhely üzemel) a Soroksári út Duna felőli oldalára. A Kvassay Jenő út torkolatának déli oldalán a HÉV, az északi oldalán a Boráros tértől a 24-es villamos pályáján idáig meghosszabbított 2-es villamosjárat kapott egymáshoz közeli végállomást. A régi HÉV végállomás felhagyott felvételi épületét 1998-ban bontották le. 2006-ig a volt kocsiszín helyén a Kvassay út Mester utcáig történő meghosszabbításáig (ezzel valósult meg a "Kvassay áttörés" a Könyves Kálmán körút felé) a két végállomást egy korábban felhagyott rövid összekötővágány mellett egy keskenyre méretezett gyalogos-aluljáró kötötte össze. A kereszteződés átalakításakor a forgalmas aluljárót felszíni gyalogátkelőhellyel váltották ki. (A HÉV végállomás jelenlegi helyét eredetileg ideiglenes megoldásnak tervezték három vágány kapacitással, amelyet 2000-ben szűkítettek le kettőre.)
Pesterzsébet és Soroksár között a Budapest–Kelebia-vasútvonal felett az új vasbeton HÉV felüljáró 1971-1973 között készült el.
A taksonyi szárnyvonal személyforgalmát 1976-ban megszüntették, az utasszállítást előbb a BKV, majd 1980-tól a Volánbusz járatai vették át. (Az egykori nyomvonalán ma a Kakukkfű utca húzódik.) Ezt megelőzően, 1975-1976 között villamosították a Tököl–Ráckeve szakaszt. A vonal második kocsiszínje 1994-ben készült el Ráckevén. Az ezredforduló környékén számottevő forgalomcsökkenést okozott a ritkuló karbantartások következtében a pályán elszaporodó lassújelek miatt megnövekedett menetidő mellett, a Volánbusz taksonyi és délegyházi helyközi járatainak Dunaharasztitól a Népliget autóbusz-pályaudvarig történő meghosszabbítása.
2016. február 8-án Fónagy János, a Nemzeti Fejlesztési Minisztérium parlamenti államtitkára Gyálon ismertette, hogy az állam által átvett HÉV vonalakat elővárosi vasúttá alakítanák.
2016. november 1-jén megalakult a Budapesti Helyiérdekű Vasút Zrt. (BHÉV), ami a budapesti HÉV-vonalakon a Nemzeti Fejlesztési Minisztérium megrendelésére végezte a személyszállítási szolgáltatást. 2017. február 22-étől ezt a feladatot a MÁV Csoport teljes jogú leányvállalataként a BHÉV-ből létrehozott MÁV-HÉV Zrt. végzi.
2017. június 16-ától megszűnt a csekély utasforgalmú Beöthy utca és Timót utca megállóhely. A Kén utca megállóhelyet pedig 
délelőtt a Közvágóhíd felé, délután Ráckeve felé érinti néhány menet.

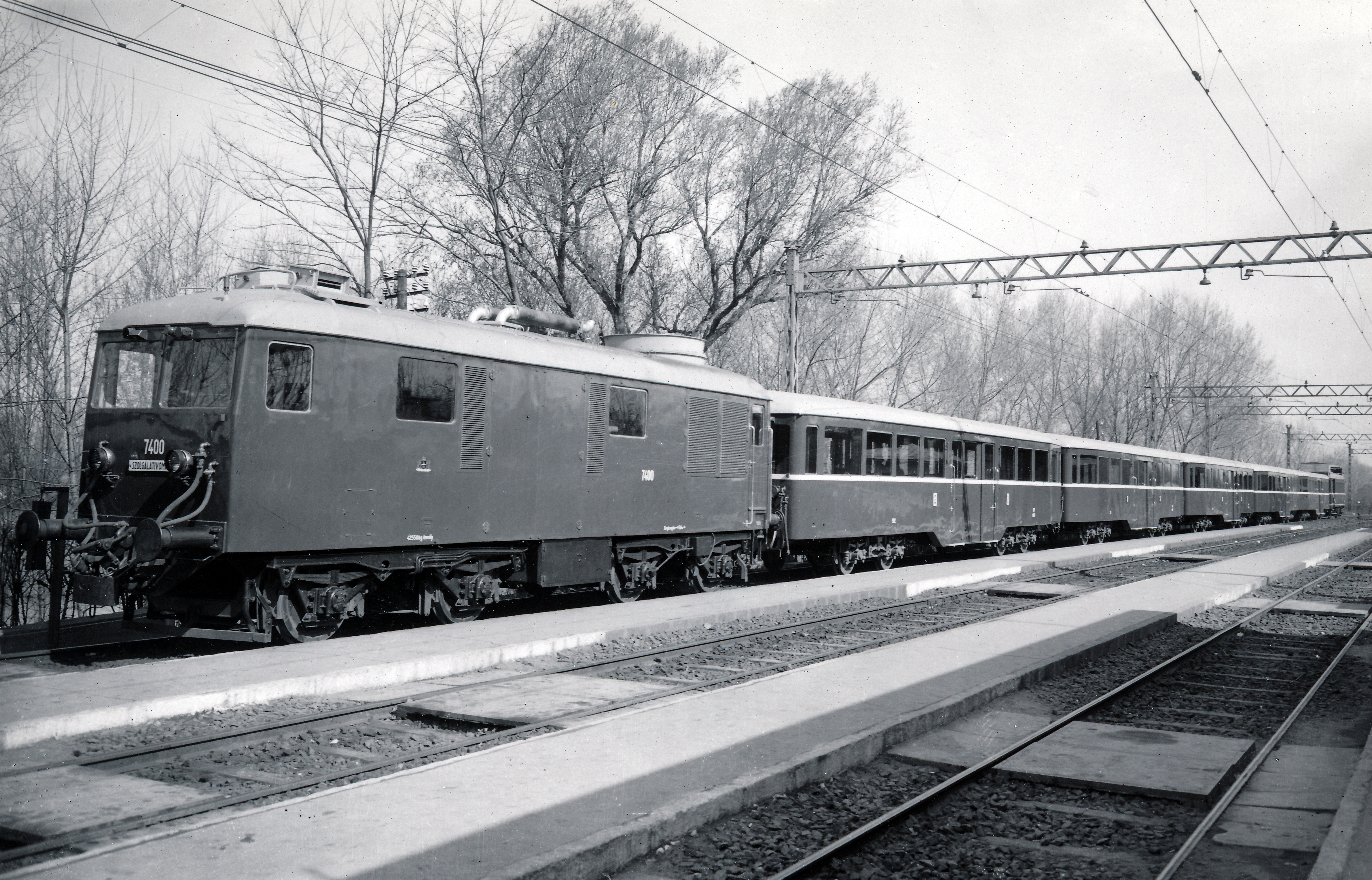
HÉV szerelvény Dunaharaszti-Külsőn 1943-ban.

## Járművek
A vasútvonal első mozdonyai kéttengelyes, lemezekkel teljesen burkolt, úgynevezett gőztramwayok voltak. A BHÉV 5 sorozatú, kis teljesítményű gőzmozdonyokat Lokomotivfabrik der StEG, illetve a MÁV Gépgyára gyártotta. A gyors ütemben növekvő forgalom hamarosan nagyobb teljesítményű gőzmozdonyokat kívánt, ezért a BKVT 1894–1906 között a MÁV 377 sorozatú gőzmozdonyaihoz hasonló kialakítású mozdonyokat rendelt a MÁV Gépgyártól.
1906-ban a Közvágóhídtól Erzsébetfalváig villamosított vonalszakaszon a próbaüzemhez hat motorkocsit vásárolt a társaság a győri Magyar Vagon- és Gépgyártól. A 2×50 LE-s motorkocsik villamos berendezéseit a Ganz Villamossági Rt. szállította.
A vonalon napjainkban az egykori Kelet-Németországban gyártott MX és MXA motorkocsikból és a közéjük sorolt PXXVIII, PXXVIIIa típusú pótkocsikból összeállított szerelvények közlekednek. 2018. június 4-étől két hétig egy Siemens Desiro dízel motorvonat is közlekedett a vonalon.

## Fejlesztések
2018-ban bejelentették, hogy összekötik a ráckevei és a csepeli vonalakat, és meghosszabbítják őket a Kálvin térig. Ez lenne az 5-ös metró első üteme. A távlati tervek között van a szentendrei vonallal való összeköttetés is.

## Megállóhelyei

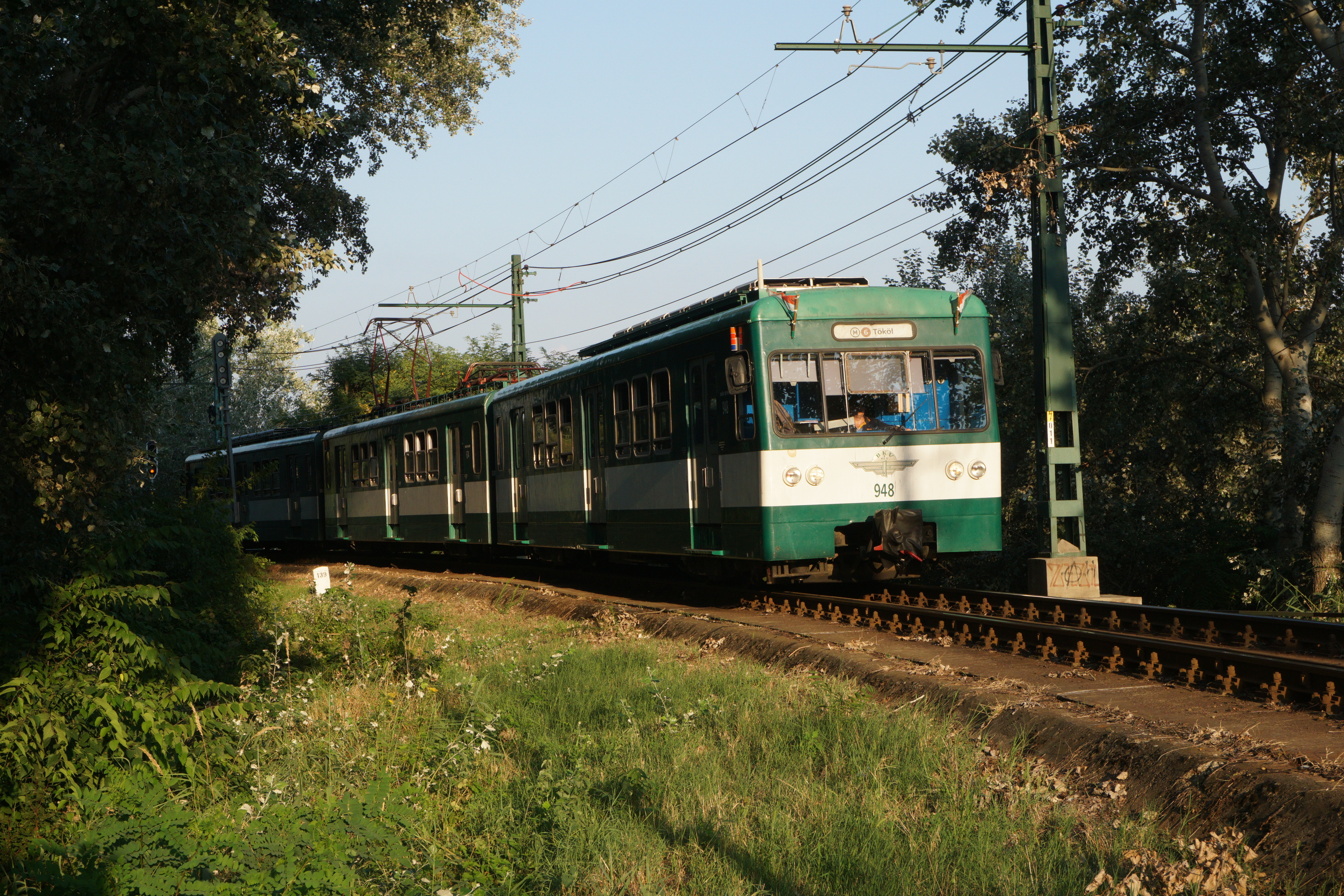
MX/A típusú HÉV szerelvény Dunaharasztinál.

| 0 | Közvágóhíd végállomás          | 73   | 1, 2, 24 54, 55, 179, 223E, 224, 224E, 255E 901, 918, 923, 979, 979A |
| Időszakos megállóhely: kizárólag munkanapokon, reggel Budapest felé, délután pedig Dunaharaszti felé érinti. |                                |      | |
| (3) | Kén utca                       | (69) | 54, 55, 224, 255E |
| 7 | Pesterzsébet felső             | 65   | Pesterzsébet felső H: 66, 66B, 224, 224E 923 626, 627, 628, 629, 630, 631, 632, 635, 636, 650, 653, 654, 655, 659, 660, 661 1080, 1110 Csepeli átjáró: 66, 66B, 119, 151, 166 |
| 11 | Torontál utca                  | 62   | 66, 66B, 66E, 166 |
| 14 | Soroksár felső                 | 59   | 66, 66B, 66E, 135, 166 |
| 17 | Soroksár, Hősök tere           | 56   | 66, 66B, 66E, 135, 166 966 626, 627, 628, 629, 630, 631, 632, 635, 636, 650, 653, 654, 655, 659, 660, 661 1080, 1110                                                          |
| 19 | Szent István utca              | 54   | 135 966 |
| 22 | Millenniumtelep                | 51   | 135 966 |
| 24 | Dunaharaszti felső             | 48   | |
| 27 | Dunaharaszti külső végállomás  | 46   | 650, 653, 654, 655, 659, 660, 661, 679 1110 |
| 33 | Szigetszentmiklós              | 40   | 238, 280, 280B 673, 674, 678 |
| 36 | József Attila-telep            | 37   | 38, 238, 279, 279B, 280, 280B 673, 674, 675, 676, 682, 683, 684, 689, 691 |
| Időszakos megállóhely, egyes menetek nem érintik.                                                            |                                |      | |
| (38) | Szigetszentmiklós alsó         | (35) | |
| 41 | Szigetszentmiklós-Gyártelep    | 33   | 660, 661, 663, 664, 665, 667, 668, 672, 673, 674, 675, 676, 684, 689, 690, 691, 692, 693, 694, 695, 696                                                                       |
| 43 | Szigethalom                    | 31   | 692, 693, 694, 695, 696 |
| 46 | Szigethalom alsó               | 28   | |
| 48 | Tököl végállomás               | 26   | 673 |
| 55 | Szigetcsép                     | 19   | |
| 62 | Szigetszentmárton-Szigetújfalu | 10   | 676 |
| Időszakos megállóhely, egyes menetek nem érintik.                                                            |                                |      | |
| (65) | Horgásztanyák                  | (7)  | |
| (68) | Angyalisziget                  | (4)  | |
| 72 | Ráckeve végállomás             | 0    | 665, 669, 670, 671, 675, 676, 697, 698 |